# قلعة العريبي

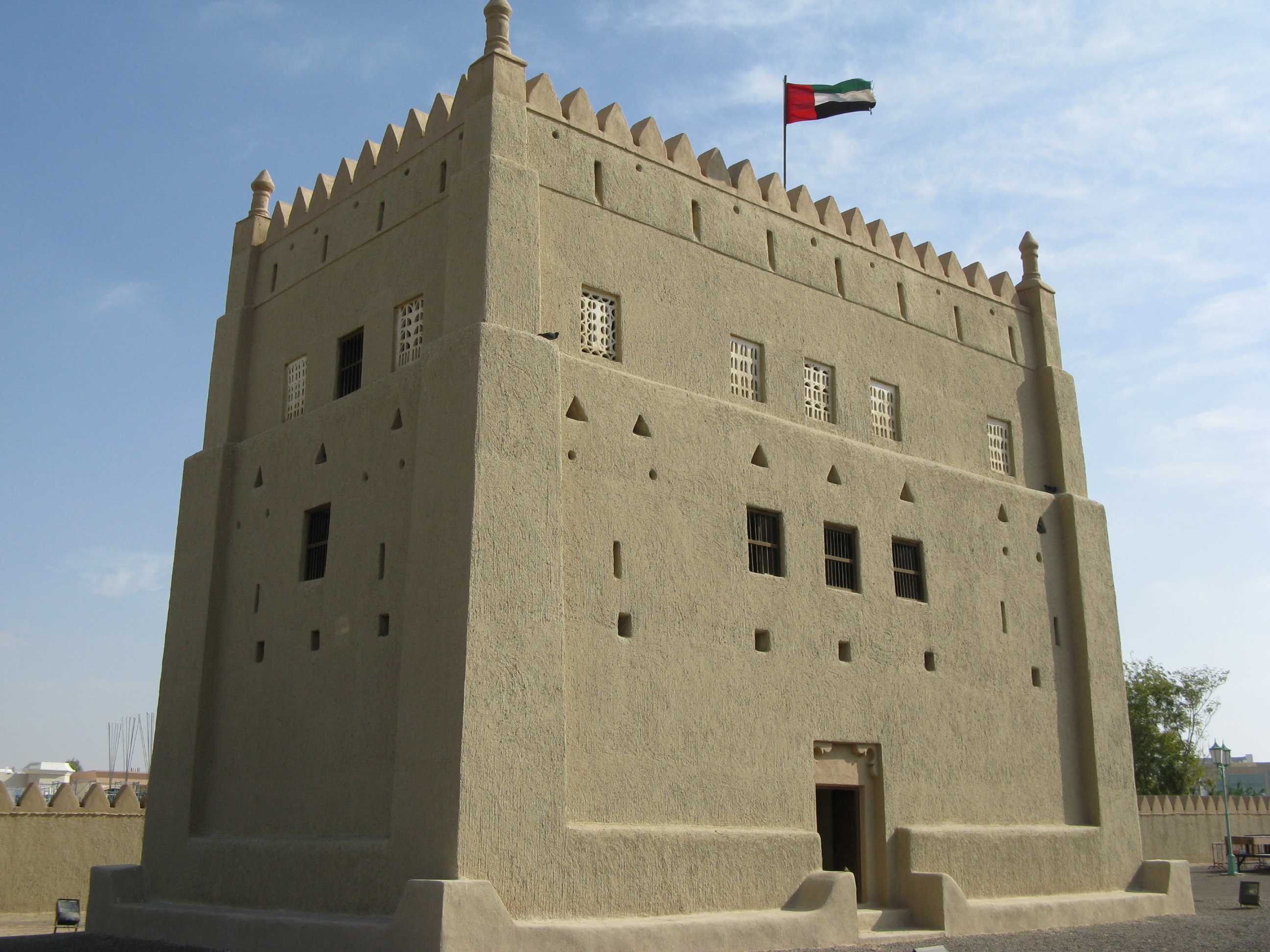
قلعة العريبي رأس الخيمة

 قلعة العريبي  قلعة دفاعية في مدينة رأس الخيمة تابعة لإمارة رأس الخيمة في دولة الإمارات العربية المتحدة.
القلعة تقع في قرية العريبي، قرب منطقة النخيل، برا الخيمة، وقد بناها الشيخ سلطان بن صقر القاسمي الذي حكم خلال الفترة (1804– 1808) و (1820– 1866)، وهي تتكون من مربعة ضخمة من دورين، استخدمت كمركز للشرطة.